# Stránská skála
Stránská skála – wychodnia jurajskich wapieni z licznymi ścianami skalnymi oraz zjawiskami krasowymi znajdująca się na południowych przedmieściach Brna, Narodowy pomnik przyrody w Czechach. Teren objęto ochroną w 1978 roku. 
Na terenie znajduje się stanowisko paleontologiczne i archeologiczne. Na stanowisku tym poświadczona jest obecność sekwencji utożsamianych z kulturą bohunicką, kulturą oryniacką oraz kulturą epigrawiecką. Stanowisko to interpretowane jest jako miejsce uboju koni.